# Мирра (растение)
Ми́рра, Коммифора мирровая (лат. Commiphora myrrha) — вид растений из рода Коммифора семейства Бурзеровые (Burseraceae), из которого получают смолу мирра (другие названия — мирро, смирна), широко применяемую в религиозных ритуалах.

## Распространение и экология
Растение произрастает в засушливых областях Северо-Восточной Африки, по берегу Красного моря и Индийского океана, в Аравии и на прилегающих островах (Сокотра и другие).

## Биологическое описание
Небольшое дерево, похожее на невысокий развесистый кедр. Ветви, которые несут листья, оканчиваются шипами. Листья в основном тройчатые. Иногда развивается только средний листочек. Цветки кроваво-красные. Плод — костянка.

## Таксономия
Commiphora myrrha (T.Nees) Engl. in DC., Monographiae Phanerogamarum 4: 10. 1883.

### Синонимы
- Balsamodendrum myrrha T.Nees, 1828basionym
- Balsamea myrrha (T.Nees) Oken, 1841
- Balsamea myrrha Baill., 1874
- Balsamea playfairii Engl., 1881
- Commiphora rivae Engl., 1897
- Commiphora coriacea Engl., 1899
- Commiphora molmol (Engl.) Engl. ex Tschirch, 1925
- Commiphora cuspidata Chiov., 1941